# Kalihurip
Kalihurip is een bestuurslaag in het regentschap Karawang van de provincie West-Java, Indonesië. Kalihurip telt 3986 inwoners (volkstelling 2010).